# The Bridge (wieżowiec)
Ten artykuł dotyczy przyszłego wydarzenia. Informacje w nim zawarte mogą się zmienić wraz z pojawieniem się nowych faktów, a początkowe doniesienia mogą być niepewne. Ostatnie aktualizacje tego artykułu mogą nie odzwierciedlać najbardziej aktualnych informacji.
The Bridge (wcześniej Bellona Tower) – budowany w Warszawie wieżowiec o wysokości 174 m. Znajduje się na zbiegu ulicy Towarowej i Grzybowskiej, przy placu Europejskim.

## Opis
The Bridge znajduje się u zbiegu ulic Towarowej i Grzybowskiej, będzie połączony z zabytkowym budynkiem dawnej siedziby wydawnictwa Bellona powstałym w 1958 roku, który w 2016 roku został wyremontowany przez Ghelamco. Wieżowiec ma wkomponować się w zabudowę budynku, a także ma zostać z nim połączony wysokim na 18 metrów lobby. Na szczycie zabytkowego budynku ma znaleźć się restauracja z tarasem. Za projekt The Bridge odpowiadała holenderska firma UNStudio.
Budynek posiadać będzie 49 tys. m² powierzchni użytkowej, z czego aż 47 tys. m² zajmie powierzchnia biurowa.
W październiku 2024 ogłoszono, że jednym z najemców będzie Santander Bank Polska.

## Historia
Wniosek o zgodę na konstrukcję zespołu zabudowy został złożony w grudniu 2019 roku. W lutym 2020 roku został złożony wniosek na pozwolenie budowy ściany zabezpieczającej wykop na potrzeby planowanego obiektu o 43 kondygnacjach.